# Giuseppe Zappella
Giuseppe Zappella (Milaan, 4 mei 1973) is een voormalig Italiaans voetballer.